# 음료

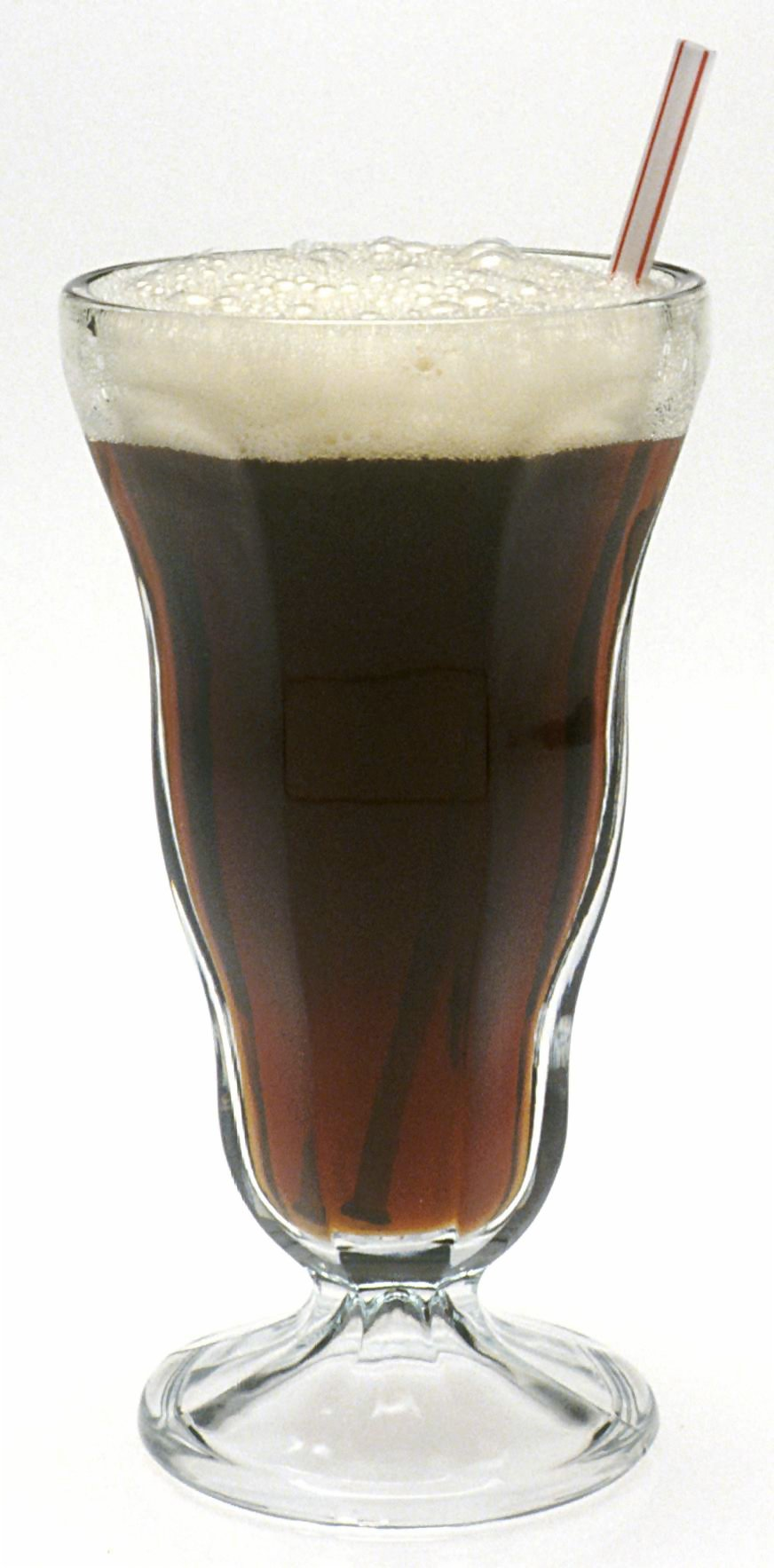
탄산이 들어간 음료

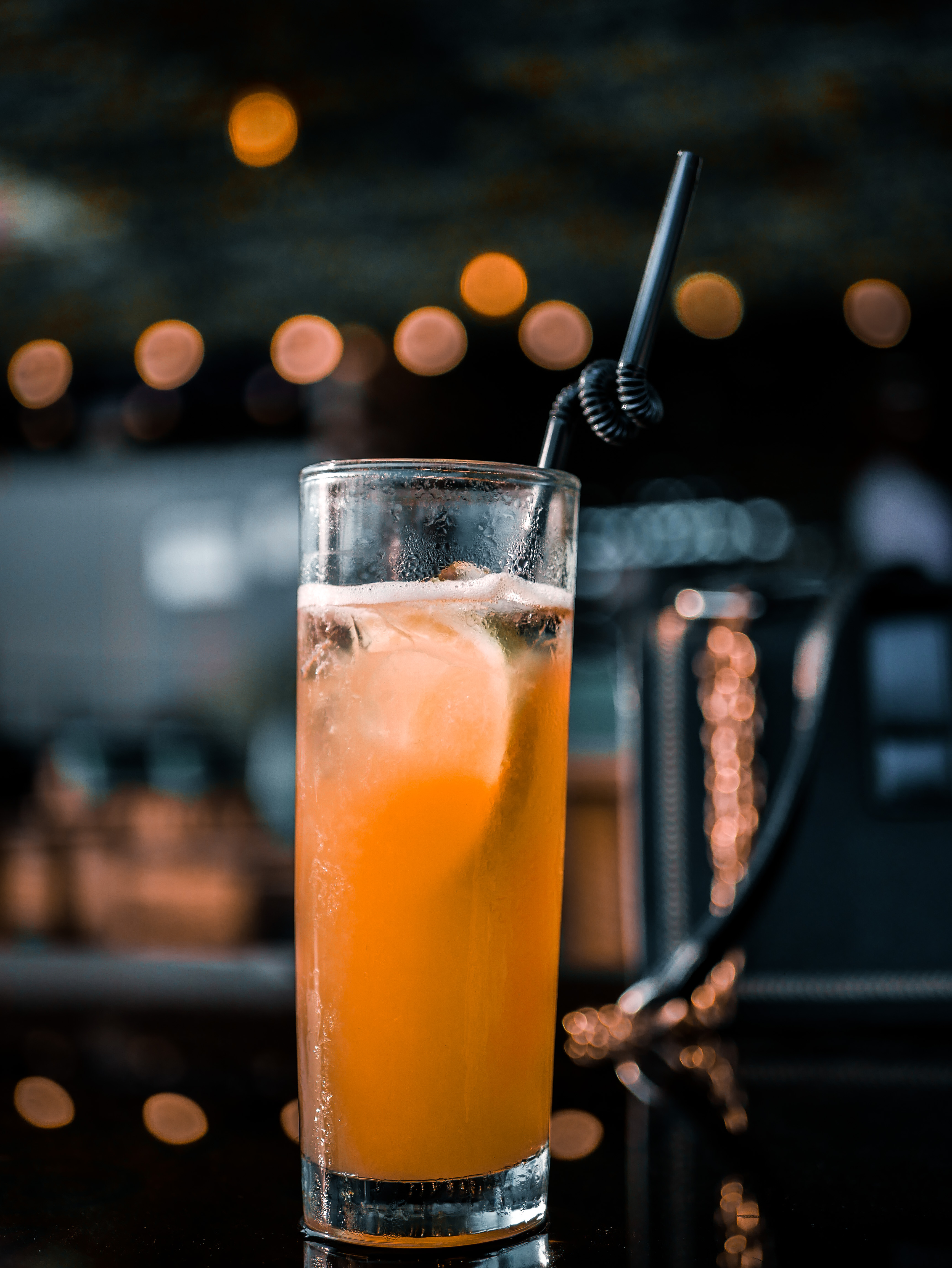
과일 주스

음료(飮料, 영어: drink, beverage)는 주요 구성성분이 액체이며 마실 수 있도록 만든 음식의 한 종류를 통틀어 이르는 말이다. 수분보충을 통한 갈증해소를 기본으로 하며 맛과 향을 즐기거나 피로회복, 건강증진, 부드러운 분위기 조성, 대화유도, 적당한 흥분과 각성효과, 즐거움을 위하여 마시는 것 등을 목적으로 한다.
종류가 매우 다양한 만큼 여러가지로 분류가 가능하다. 알콜음료와 비알콜성 음료, 차, 커피 등 기호음료, 청량음료, 우유 음료, 건강 음료, 과일 음료, 콩 음료, 먹는물(맹물) 등에 따위가 있다. 흔히 음료수(飮料水)라고도 부르지만 엄밀히 말하면 음료수는 마시거나 요리에 쓰이는 물만을 뜻한다.
인간이 마실 수 있는 음료의 기본은 자연상태에 있는 물이다. 그러나 물의 질이 음료로서 부적합할 때는 정수하거나 끓이거나 발효시켜 마신다. 이때 싱거운 맛 등을 보강하기 위해서 차나무 잎, 커피 등을 첨가하기도 한다. 냉장기술이 발전되지 못했던 시절에 물의 장기보관을 위해서는 발효를 유도하는데, 이때 발생한 알콜 성분은 세균번식을 막아주는 효과를 얻을 수 있어 보존기간이 연장된다.
15세기말에 대항해시대가 열리면서 원양항해가 본격적으로 시작되었는데, 이때 가장 큰 문제가 물의 장기보관이었다. 이를 해결하기 위해 물보다 장기 보관이 가능한 맥주나 포도주 등을 대용음료로 사용했다. 물이나 알콜음료는 나무로 만들어진 바렐 통에 보관하였는데, 물의 보존기간은 최대 6주였다. 6주내에 신선한 물을 보급받지 못하여 물이 상한 경우에는 쉰 포도주를 첨가하여 마셨다. 쉰 포도주에 포함되어 있는 알콜과 식초 성분이 소독작용을 통하여 멸균하므로 배탈, 설사 등 세균성 질환의 발생을 막고 맛도 개선하는 효과가 있었다.

## 역사
마시는 일은 수세기에 걸쳐 사교의 큰 부분이 되고 있다. 고대 그리스에서 마시기 위한 사회적 모임을 심포지엄이라 하며, 여기에서 물에 희석시킨 포도즙을 마셨다.
수많은 초기 사회들은 술을 신들이 내려준 선물로 간주하여, 디오니소스와 같은 신들을 만들기까지 하였다.

## 갈증과 수분평형
소변과 땀 등을 통한 노폐물 배설은 수분과 용질의 균형을 이루는 의미가 있기 때문에 신체의 항상성 유지라는 측면에서 아주 중요하다. 물은 생체의 가장 큰 부분을 차지하고 있는 중요 구성성분으로 생물체의 약 70% 정도는 수분형태로 이루어져있다. 만약 수분 손실이 1~2% 정도 발생하게 되면 갈증을 느끼게 되고 수분손실이 약 4% 이상이 발생하면 탈수증상을 보이며 혼수상태에 빠질수 있다. 약 10% 이상의 수분손실이 발생하면 생명유지가 어렵게 된다. 이렇듯 체내 수분은 항상 일정수준으로 유지되어야만 한다. 만약 노폐물 배설 과정에서 수분 손실이 발생하였다면 외부에서 다시 수분을 섭취, 보충하여 체내 수분 함량을 일정하게 유지하지 않으면 안된다.

## 종류
음료는 대략 다음과 같이 나뉜다.
- 물
- 유제품
  - 우유
- 청량 음료(탄산 음료)
  - 탄산수
- 스포츠 음료(이온 음료)
- 주스
- 뜨거운 음료
  - 차
  - 커피
- 알코올을 함유한 음료 (술)
- 곡류 음료
  - 두유
- 기능성 음료
  - 비타민 음료
  - 갈증해소 음료
  - 숙취해소 음료
  - 에너지 음료
  - 이온 음료

## 같이 보기
- 레디 투 드링크(en:Ready to drink, RTD)
- 물
- 술
- 차(음료), 홍차, 커피
- 주스
- 마시기
- 청량 음료
- 유제품